# Superhot
《Superhot》是由Superhot Team獨立開發和發行的第一人称射击电子游戏。雖然遊戲遵循傳統的第一人稱射擊機制，玩家要試圖用槍或其他武器擊殺敵方，但遊戲中的時間只會在玩家移動時進行；這也讓玩家必須評估自己的情況並作出適當回應來創造機會過關，這讓遊戲類似於战略游戏。遊戲以極簡主義的藝術風格呈現，敵人為紅色，武器為黑色，與其他白色和灰色環境相反。
該遊戲起源於2013年7天FPS創作挑戰活動的一個參與作品，Superhot Team在2013年9月擴大到使用瀏覽器遊玩。而遊戲的廣泛關注促使團隊開發完整的遊戲，使用Kickstarter獲得資金來推出完整版。 Superhot於2016年2月25日發布Windows，OS X和Linux的版本。而Xbox One版本於2016年5月3日發布。 2016年12月5日，Oculus Rift發布了虛擬實境版本的“Superhot VR”。2019年8月19日，游戏正式公布了任天堂Switch版本，并于当天开放下载销售。
遊戲受到正面的評價，評論家表示這款遊戲是有創造性的第一人稱射擊遊戲。

## 外部連結
- 官方网站
- 维基共享资源上的相關多媒體資源：Superhot